# Стреяци
Стреяци (на словенски: Strejaci) е село в Словения, Подравски регион, община Дорнава. Според Националната статистическа служба на Република Словения през 2002 г. селото има 51 жители.